# Iberische Gebirgseidechse
Die Iberische Gebirgseidechse (Iberolacerta monticola, altes Syn.: Lacerta monticola) ist eine Eidechsenart, die in den Gebirgen im Westen und Nordwesten der Iberischen Halbinsel vorkommt.

## Merkmale
Es handelt sich um eine mittelgroße Eidechse mit leicht abgeflachtem Körper und einem flachen, breiten Kopf. Die Gesamtlänge beträgt maximal etwa 21 Zentimeter. Die Färbung und Zeichnung kann sehr variabel sein. Die Männchen sind grünlich und weisen ein auffälliges schwärzliches Fleckenmuster auf. Die Flanken sind dunkler gezeichnet, oft mit einem schwarzen Netzmuster und blauen Tupfen. Die Weibchen sind ähnlich gezeichnet, haben aber eine oberseits bräunliche Grundfärbung. Ihr Bauch ist gelb gefärbt. Auffällig ist, dass die Jungtiere in den ersten Monaten blaue Schwänze besitzen.
Als Verwechslungsarten gelten andere Eidechsen, die im Verbreitungsgebiet keinen grünen Bauch aufweisen. Die Iberische Gebirgseidechse und die Mauereidechse kann man dadurch voneinander unterscheiden, dass die Mauereidechse eine deutlich gefleckte Kehle hat. Die Spanische Mauereidechse und Bocages Mauereidechse sind ebenfalls Verwechslungsarten, aber meist zierlicher gebaut.

## Vorkommen
Iberische Gebirgseidechsen kommen in Nordportugal und in Nordwestspanien vor. Man kann sie oft in Gebirgen, in Höhen von 1500 bis 2000 m, vereinzelt auch bis 2900 m, finden. Jedoch sind sie auch im Tiefland Galiciens (auf Meereshöhe) bekannt. Sie fühlen sich vor allem in felsigen, gering bis mäßig bewachsenen und relativ feuchten Lebensräumen wohl.

## Lebensweise
Ihre Nahrung besteht unter anderem aus Insekten, Spinnen und weiteren Gliederfüßern. Die Fortpflanzung findet aufgrund langer Winterruhe in den Gebirgslagen erst im Juni/Juli statt, wobei die Weibchen drei bis zehn Eier unter Steinen ablegen und die Jungen nach sechs bis acht Wochen schlüpfen. Auch innerhalb der Aktivitätsperiode kann es durch Schlechtwetterphasen zu Starrezuständen bei den Eidechsen in ihren Unterschlüpfen kommen.

## Schutz
Die Iberische Gebirgseidechse wird von der Europäischen Union in den Anhängen II und IV der FFH-Richtlinie geführt und gilt damit als streng zu schützende Art von gemeinschaftlichem Interesse, für deren Erhaltung von den Mitgliedsstaaten besondere Schutzgebiete ausgewiesen werden müssen.